# Arbon, Haute-Garonne
Arbon är en kommun i departementet Haute-Garonne i regionen Occitanien i södra Frankrike. Kommunen ligger i kantonen Aspet som tillhör arrondissementet Saint-Gaudens. År 2022 hade Arbon 94 invånare.

## Befolkningsutveckling
Antalet invånare i kommunen Arbon
Referens:INSEE